# Spilomena earlyi
Spilomena earlyi (лат.) — вид песочных ос рода Spilomena из подсемейства Pemphredoninae (Crabronidae). Назван в честь новозеландского гименоптеролога John W. Early, коллектора типовой серии. 

## Распространение
Новая Зеландия.

## Описание
Мелкие коренастые осы, длина около 3 мм (самка от 2,3 до 3,1 мм, самец от 2,1 до 2,9 мм) с сидячим брюшком, основная окраска чёрная со светлыми отметинами. От близких видов отличается следующими признаками: (1) Мезоплевра с эпистернальной бороздой. (2) Пигидий сжат с боков. (3) Эпипигий с двумя невысокими, очень короткими, продольными килями только на вершине. (4) Голова округло-субквадратная, с субпараллельными внутренними орбитами. (5) Наличник с коротким срединным вырезом на апикальной границе. (6) Щиток с цельной поперечной передней бороздой, с низкими поперечными килями, не разделенными на отчетливые ямки высокими поперечными бороздами.
Окраска отличается в зависимости от широты местности. Теплые биотопы к северу от 38 ° южной широты: голова, грудь и проподеум в основном темно-коричневые; наличник, мандибулы, скапус, задняя доля переднеспинки, тегулы и ноги бледно-бурно-желтые; педицель усика, жгутик и брюшко светло-коричневые. Более прохладные места, особенно Южный остров к югу от 43 ° южной широты: голова (включая наличник и скапус), грудь (включая переднеспинку, тегулы, стигма передних крыльев и жилки крыльев), проподеум и брюшко темно-коричневые; жвалы, тазики, заднебоковые части передних вертлугов, бёдра, голени и тарсомеры 4 и 5 темно-коричневые; тарсомеры 1-3, а иногда и переднелатеральные части вертлугов и голеней, в разной степени темно-коричневые. Затылочный киль отсутствует; переднее крыло с удлиненной маргинальной ячейкой, длиннее стигмы, на вершине замкнутая; присутствуют две закрытые субмаргинальные ячейки; есть одна возвратная жилка и две дискоидные ячейки; брюшко без петиоля; воротник переднеспинки с полным поперечным валиком. Усики самца 13-члениковые, самки — 12-члениковые. Нижнечелюстные щупики состоят из 6 члеников, а нижнегубные — из 4. Предположительно, как и другие виды своего рода ловят мелких насекомых.
Вид был впервые описан в 1994 году новозеландским энтомологом Энтони Харрисом (Otago Museum, Dunedin, Новая Зеландия).